# Тихе (Дніпровський район)
Тихе — селище в Україні, в Новопокровській селищній громаді Дніпровського району Дніпропетровської області.  Населення — 84 мешканці.

## Географія
Селище Тихе знаходиться на відстані 1 км від села Петриківка. По селу протікає висихний струмок з загатою.

## Населення

### Мова
Розподіл населення за рідною мовою за даними перепису 2001 року:
| Мова                | Відсоток |
| ------------------- | -------- |
| українська          | 97,6 %   |
| білоруська          | 1,2 %    |
| інші/не визначилися | 1,2 %    |